# Rosendo Chamorro Oreamuno
Rosendo Chamorro Oreamuno fue un político nicaragüense, doctorado en la Universidad de París, que ocupó interinamente el cargo de Presidente de Nicaragua del 12 al 27 de octubre de 1923.
Hasta ese momento Chamorro Oreamuno ocupaba el cargo de Ministro del Interior en el gobierno del Presidente Diego Manuel Chamorro.
Su interinato, en calidad de "Ministro de la Gobernación, encargado del Poder Ejecutivo", vino provocado por el fallecimiento del Presidente Chamorro Bolaños; mientras el vicepresidente Bartolomé Martínez  se encontraba fuera de la Capital, y duró hasta el retorno de éste.